# Armée de Virginie
Ne doit pas être confondu avec Armée de Virginie du Nord.
L'Armée de Virginie (unioniste) est constituée le 26 juin 1862 pour répondre à la vigoureuse contre-attaque menée par les sudistes qui, après avoir victorieusement défendu Richmond contre George McClellan (bataille de Seven Pines) le repoussent jusqu'à la mer (bataille des Sept Jours), puis lancent la campagne de Virginie Septentrionale (août-septembre 1862).
Après moins de trois mois d'action sous John Pope, l'Armée de Virginie (unioniste) rentre se réfugier à Washington. Elle est définitivement dissoute le 12 septembre 1862; ses éléments sont versés dans l'Armée du Potomac, et elle ne sera pas reconstituée.
L'Armée de Virginie (unioniste) ne doit pas être confondue avec l'Armée de Virginie du Nord (confédérée) qui lui sera opposée et la vaincra

## Mission
L'Armée de Virginie (unioniste) doit faire jonction avec l'armée du Potomac pour s'opposer à Lee qui, après la bataille des Sept Jours, lance vers le nord sa Campagne de Virginie Septentrionale (août-septembre 1862).

## Constitution
L'Armée de Virginie (unioniste) est formée à partir de quatre corps d'armée opérant autour de l'État de Virginie : ceux de John Charles Frémont (Mountain Department); d'Irvin McDowell (département de la Rappahannock); de Nathaniel P. Banks (Département de la Shenandoah) et de Samuel D. Sturgis (Brigade du District Militaire de Washington).
Le major general John Pope, auréolé de ses récents succès dans le sud à la tête de l'armée du Mississippi (unioniste), est nommé à la tête de cette nouvelle armée de 50 000 hommes. Elle est divisée en 3 corps d'armée, et 3 autres corps prélevés sur l'Armée du Potomac de McClellan lui seront ajoutés ultérieurement.

## Principales actions
.

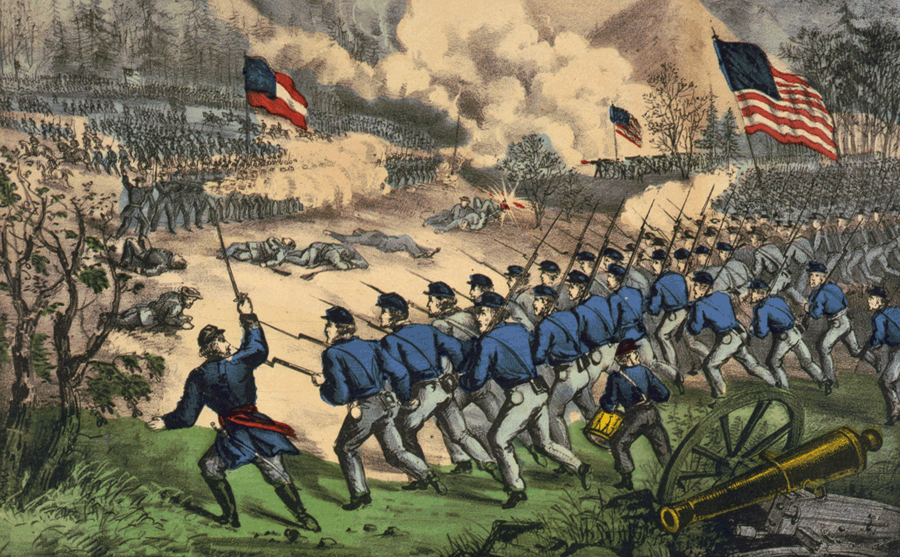
Bataille de Cedar Mountain. La lithographie de Currier and Ives dépeint pour une fois la réalité : les unionistes de Banks attaquent, et avec succès, les sudistes de Stonewall Jackson. Mais une vigoureuse contre-attaque de A.P. Hill donnera finalement la victoire aux confédérés

- Bataille de Cedar Mountain[note 1] (ou battle of Slaughter's Mountain, {{"bataille de la Montagne du Massacre") : pour couper la route à John Pope qui cherche à faire sa jonction avec l'armée du Potomac de McClellan, Lee envoie Stonewall Jackson vers le nord, avec mission d'intercepter Pope à Gordonsville. L'affrontement a lieu en fait à Cedar Mountain, et uniquement contre le corps de Nathaniel P. Banks : après un premier succès des unionistes, une contre-attaque d'Ambrose Powell Hill donne la victoire aux confédérés (9 août 1862).
- Seconde bataille de Bull Run. Toute l'armée de Virginie (unioniste) est complètement défaite par Stonewall Jackson, James Longstreet et Robert E. Lee : catastrophe majeure pour l'Union, les 28-30 août 1862.
- Bataille de Chantilly (1er septembre 1862) : des éléments de l'armée de Pope combattent avec l'armée du Potomac. La bataille est indécise, mais comme Stonewall Jackson ne peut accomplir totalement son mouvement enveloppant, les forces unionistes restantes arrivent à s'échapper et à rentrer à Washington. Lee entame alors sa campagne du Maryland (ou "campagne d'Antietam" (4 au 20 septembre 1862).

## Dissolution
Après son retour dans les murs de Washington, l'armée est dissoute (le 12 septembre 1862), et ses unités restantes sont incorporées à l'armée du Potomac, qui sera confiée à George McClellan.
Pope, protégé par Abraham Lincoln, rejette la responsabilité de ses échecs sur Fitz John Porter, est nommé dans le Minnesota, et combattra les Sioux lors de la guerre du Dakota (1862).

## Sources
- (en) Cet article est partiellement ou en totalité issu de l’article de Wikipédia en anglais intitulé « Army of Virginia » (voir la liste des auteurs).